# Rolando Schiavi
Rolando Carlos Schiavi (* 18. Januar 1973 in Lincoln) ist ein ehemaliger argentinischer Fußballtrainer und Fußballspieler.

## Karriere

### Verein
Schiavi startete seine Karriere in einer unterklassigen Liga bei Argentino de Rosario, bevor er 1995 zu Argentinos Juniors wechselte. Schiavi spielte sechs Jahre für Argentinos, danach wechselte er zum Rekordmeister, den Boca Juniors. Er absolvierte 186 Spiele für Boca von 2001 bis 2005 und erzielte 22 Tore. Insgesamt kam er auf 121 Ligaeinsätzen und dreizehn Treffer. Mit Boca holte Schiavi sieben Titel, darunter zweimal die argentinische Meisterschaft, sowie die Copa Libertadores 2003.
2006 verkaufte Boca den Abwehrspieler zum spanischen Klub Hércules Alicante für 550.000 Euro. Das Gastspiel war allerdings nur von kurzer Dauer, da Schiavi bald wieder nach Südamerika zurückkehrte und im Januar 2007 nach Brasilien zu Grêmio Porto Alegre wechselte.
Im Juli 2007 ging Schiavi zurück nach Argentinien und heuerte an bei Newell’s Old Boys. Am 2. November 2008 verwandelte er den entscheidenden Elfmeter beim 1:0-Sieg gegen Rosario Central im Rosario Derby.
Am 22. Juni 2009 Newells’ Old Boys willigte ein, Schiavi leihweise an Estudiantes de La Plata abzugeben, für die Spiele bei der Copa Libertadores 2009. Estudiantes bezahlte Newell’s für das Abkommen 100.000 Dollar inklusive Versicherung und Gehalt. Schiavi spielte in beiden Halbfinalspielen und im Endspiel. Er schaffte es mit Estudiantes im Finale den Titel zu erringen. Im Anschluss kehrte er zu den Old Boys zurück und spielte hier bis Juni 2011, dann wechselte Schiavi zu Boca Juniors. Im Januar 2012 ging der Spieler erneut ins Ausland. Er unterschrieb einen Kontrakt bei Shanghai Shenhua. Nach einem Jahr kehrte er in seine Heimat zurück, wo er beim Club Ridavavia seine aktive Laufbahn ausklingen ließ.

### Nationalmannschaft
Im September 2009 wurde Schiavi zum ersten Mal für die argentinische Nationalmannschaft einberufen, im Rahmen des Qualifikationsspiels für die Fußball-Weltmeisterschaft 2010 gegen Brasilien. Er bestritt sein Debüt als Einwechselspieler für Sebastián Domínguez in der 80. Minute bei der 0:1-Niederlage gegen Paraguay.

## Erfolge
| Saison        | Verein               | Titel               |
| ------------- | -------------------- | ------------------- |
| Apertura 2003 | Boca Juniors         | Primera División    |
| 2003          | Boca Juniors         | Copa Libertadores   |
| 2003          | Boca Juniors         | Weltpokal           |
| 2004          | Boca Juniors         | Copa Sudamericana   |
| 2005          | Boca Juniors         | Recopa Sudamericana |
| 2005          | Boca Juniors         | Copa Sudamericana   |
| Apertura 2005 | Boca Juniors         | Primera División    |
| 2007          | Grêmio Porto Alegre  | Campeonato Gaúcho   |
| 2009          | Estudiantes La Plata | Copa Libertadores   |

### Als Trainer
Im April 2014 nahm Schiavi beim Arsenal de Sarandí seine erste Tätigkeit als Co-Trainer auf. Im Januar 2015 wurde er Trainer der zweiten Mannschaft von Boca Juniors. Diese betreute er bis Jahresende 2019. Danach war er nicht mehr in dem Bereich aktiv und gab 2022 seinen endgültigen Ruhestand beskannt.